# Hyposerica opaca
Hyposerica opaca är en skalbaggsart som beskrevs av Frey 1975. Hyposerica opaca ingår i släktet Hyposerica och familjen Melolonthidae.
Artens utbredningsområde är Madagaskar. Inga underarter finns listade i Catalogue of Life.